# Ergötzliche Nächte
Die ergötzlichen Nächte (italienisch Le piacevoli notti) ist eine Sammlung von Märchen, die Giovanni Francesco Straparola in zwei Bänden zwischen 1550 und 1553 publiziert hat.

## Hintergrund
Die Geschichten der „ergötzlichen Nächte“ sind wie bei Boccaccios Decamerone in eine Rahmenerzählung eingebunden, stilistisch jedoch nicht mit ihm zu vergleichen. Die Sammlung beinhaltet 75 Geschichten und Novellen, davon 21 Märchen.
In der Rahmenhandlung erzählt sich während der Karnevalszeit in einer Villa (wahrscheinlich die des Bischofs von Lodi) auf Murano eine mondäne Gesellschaft von Damen und Herren in dreizehn Nächten Novellen und Märchen, an deren Schluss jeweils ein Rätsel gestellt und gelöst wird. In den ersten zwölf Nächten werden jeweils fünf, in der dreizehnten Nacht dreizehn Geschichten erzählt.
| - Der Tugendwächter Anastasius (Anastasio Minuto …, 20) - Ancilotto, König von Provino … (8) - Andrigetto Valsabbia … (29) - Die verschlagenen Bergamasken (Die Florentiner und Bergamasken …, 25), Die Schlauheit der Bergamasken - Biancabella … (4) - Zwei Brüder … (18) - Die bucklige Plage - Der Bussard mit dem hängenden Schwanz - Der Kalabrese Cesarino di Berni … (28) - Costanza/Costanzo: Ricardo, König von Theben … (6), Die Prinzessin als Ritter - Der Meisterdieb, Der Dieb Cassandrino - Die drei väterlichen Verbote, Die drei Lebensregeln - Der Esel und der Löwe: Ein Esel entläuft einem Müller … (27) - Wer ist der Faulste? - Flamminio Veraldo … (10) - Finetta stiehlt Madonna Veronica …(26), Der gestohlene Schmuck - Francesco Sforza … (23) - Dem König Galeotto von England … (2) - Galafro, König von Spanien … (21) - Zwei Gevattern, die sich lieben, betrügen einander mit ihren Frauen … (15), Der Frauentausch - Das Gottesurteil - Guerrino und der Waldmensch: Guerrino … (10) - Das Haus im Wald - Das Irrlicht - Isotta … (5) - Die gezähmte Keiferin, Die ungezähmte Keiferin | - Das Kruzifix des Holzbildhauers, Das lebende Kruzifix - Die Liebenden in Dalmatien - Das Mädchen im Schrein - Madonna Modesta … (14) Madonna Modestas Schuhhandel - Die Spalatinerin Malgherita … (17) - Marsilio Vercellese liebt Thia … (13) - Nerino, Sohn Galleses, Königs von Portugal … (9) - Zwischen drei verehrungswürdigen Nonnen … (16), Die Künste der drei Nonnen - Der Pfarrer Papiro Schizza … (24) - Philenia: Der Athener Erminione Glaucio nimmt Philenia Centurione zum Weibe … (7) - Der Student Philenio Sisterna … (3) - Die ungetreue Polissena - Der Mönch Don Pomporio wird beim Abte … (30) - Der Possenreißer - Der Preis - Die Rache - Der Ring - Rodolino […] liebt Violante …(22) - Rosolino - Die Roßkur - Der Pfarrer Scarpacifico …(1), Die Schläue des Pfarrers, Priester Scarpacifico - Simplicio di Rossi - Bruder Tiberio Palavicino … (19) - Der törichte Alte - Zambone: Bertoldo von Valsabbia … (12) |

Das Werk erfreute sich außerordentlicher Beliebtheit und erlebte innerhalb weniger Jahrzehnte über 50 Auflagen.
In den späteren Auflagen von 1556 wird die fünfte Novelle der achten Nacht aus religiöser Rücksichtnahme durch zwei andere Geschichten ersetzt, so dass das Werk von nun an 74 Erzählungen umfasst. Ab 1598 wurde es aufgrund unehrbarer Anspielungen und Anzüglichkeiten auf den geistlichen Stand, so in der Geschichte vom Priester Scarpacifico und den drei Straßenräubern, das später als Vorlage für Der kleine Klaus und der große Klaus diente, zensiert. Einige Novellen, in denen Kleriker eine Rolle spielen, werden herausgenommen, es kommt sogar zu einem päpstlichen Verbot.
Straparola hat 23 seiner Novellen dem Neapolitaner Hieronymus Morlini, 16 Sachetti, Brevio, Ser Giovanni, dem altfranzösischen Fabliaux, der Legenda Aurea und dem Roman de Merlin entlehnt; andere gehen auf einen arabischen Roman über vierzig Tage und Abende, wieder andere auf Tausendundeine Nacht zurück.
Es gibt zehn Bildbeilagen von Paul Renner zu einer Auflage von 1908.

### Der Dieb Cassandrino
Cassandrino hat einen Freund, den Prätor. Dieser liebt ihn so sehr, dass er ihn für seine ständigen Diebstähle nicht bestrafen lässt. Allerdings soll Cassandrino ihm beweisen, was für ein guter Dieb er ist. Aus diesem Grund stellt er ihm 3 Aufgaben: Cassandrino soll ihm sein Bett stehlen während er schläft, in der Nacht ein Pferd stehlen, welches von Dienern bewacht wird und schließlich den Priester Severino in einem Sack zu ihm bringen. Cassandrino gebraucht jedes Mal eine List, um die Wünsche seines Freundes zu erfüllen (für das Bett gräbt er eine Leiche aus, den Diener, der auf dem Pferd schläft, setzt er auf Holzpflöcke und dem Priester verspricht er, als er in Engelsgestalt zu ihm kommt, in die Herrlichkeit einzugehen, wenn er sich in den Sack begibt). Als er alle Dinge ausgeführt hat, wird er ein rechtschaffener Mensch und Kaufmann.

### Priester Scarpacifico
Der Priester wird, nachdem er auf dem Markt einen Esel gekauft hat, von 3 Räubern hereingelegt, die ihm den Esel abschwatzen, weil es sich bei ihm schließlich um einen Esel und nicht um ein Maultier handle. Nachdem der Priester dem Betrug aufgedeckt hat, will er sich bei den Räubern rächen. Er tut 3 Dinge: er verkauft ihnen eine Ziege, die angeblich nach Hause gehen und Essen bei den Frauen bestellen kann, er verkauft ihnen eine Sackpfeife, mit der man Tote angeblich wieder beleben kann (daraufhin töten die Räuber ihre Frauen) und er lässt sie glauben, als sie ihn in einen Sack einschnüren, er in ihrer Abwesenheit allerdings entkommen kann und an seine Stelle einen Schäfer in den Sack setzt, welcher daraufhin von den Räubern in den Fluss geworfen wird, dass er im Sack nicht ertrunken ist, sondern als reicher Schäfer zurückgekehrt ist, woraufhin sich die Räuber ebenfalls in Säcke einschnüren und ins Wasser werfen lassen. Daraufhin sterben sie, der Priester allerdings kehrt als reicher Mann mit einer Herde Schafe nach Hause zurück.

### Die Prinzessin als Ritter
Ricardo ist der König von Theben. Als er ein alter Mann ist, beschließt er, sein Reich für seine drei Töchter aufzuteilen. Er behält ein kleines Stück Land für sich. Dann wird seine Frau allerdings wieder schwanger und das vierte Mädchen kann kein Land mehr erhalten. Die Eltern möchten sie an einen niederständischeren Mann verheiraten, weil sie keinen Anspruch mehr auf einen König hat (sie hat kein Vermögen und kein Land, das als Mitgift dienen könnte). Daraufhin beschließt Constanza als Constanzo in die Welt zu reisen, um sich einen König zu suchen. Sie kommt zum König Caco, welchem sie zu dienen beginnt. Er hat eine Frau, welche sich in Constanzo verliebt. Als sich ihre Liebe in Hass wandelt, möchte sie Constanzo loswerden, indem sie Caco sagt, Constanzo solle einen Satyr fangen, ein halb Mensch, halb Tier-Ungeheuer, das noch von niemandem gefangen werden konnte. Constanzo aber schafft es und als er ihn zum König bringt, beginnt der Satyr dreimal laut zu lachen: Einmal bei der Beerdigung eines Kindes, einmal bei einer Hinrichtung eines armen Mannes und einmal als er die Königin sieht. Der Grund hierfür liegt darin, dass der Satyr magische Fähigkeiten besitzt und sieht, dass der Vater des Kindes, welches beerdigt wurde, nicht der wahre Vater ist, der arme Mann im Vergleich zu den Zuschauern der Hinrichtung keinen wirklichen Diebstahl begangen hat und die Dienerinnen der Königin zum Teil Männer sind. Daraufhin lässt Caco seine Frau und die Männer töten, Constanza gibt sich zu erkennen und heiratet den König.

### Die Geschichten im Einzelnen nach deutscher Übertragung durch Hanns Floerke, 1920
1 Drei Diebe lassen sich von Pfarrer Scarpacifico sein neues Maultier schenken, indem sie ihm erzählen, es sei ein Esel. Dafür macht er ihnen vor, seine Ziege würde selbständig seine Einkäufe heimtragen, und verkauft sie ihnen teuer. Sie wollen ihn erstechen, er täuscht flugs eine Wiederbelebung seiner Haushälterin vor, indem er ihr den Hintern mit einer Pfeife aufbläst, und verkauft ihnen auch die. Sie töten ihre Frauen, ehe sie merken, dass sie gelinkt sind, und wollen den Pfarrer in einem Sack ertränken. Ein Schäfer hilft ihm heraus und nimmt seinen Platz ein, als er hört, so bekäme er die Tochter des Gebieters der Stadt. Die Gauner wundern sich, den Pfarrer mit der Schafherde zu sehen und lassen sich auf sein Geheiß auch versenken.
2 König Schwein: Dem Königspaar fehlt ein Kind. Drei Feen begaben die Königin mit Unverletzlichkeit, dass sie den besten Sohn bekommt, der aber wie ein Schwein erscheint, bis er drei Frauen genommen hat. Das Schwein wird aufgezogen und verlangt schließlich die erste dreier schöner, armer Schwestern zur Frau. Da es aber hört, dass sie es im Schlaf töten will, stößt es ihr die Hauer in die Brust, dass sie stirbt. Ebenso ergeht es der zweiten. Erst die dritte ist freundlich zu ihm und erfährt, wie unter dem Schweinefell der schönste Mann ist. Sie verrät es seiner Mutter, und der Vater lässt das Fell zerstören.

Walter Scherf sieht einen jungen Mann, der in seiner Dunkelgestalt die Beziehungen zum Zerreißen überfordert, beobachtet die Sohn-Vater-Spannung und eine Mutter, die den Sohn offenbar an sich binden will – die Frau soll sich ekeln. Anders als in Das Borstenkind (Josef Haltrichs Deutsche Volksmärchen aus dem Sachsenlande in Siebenbürgen, Nr. 44) wird das Glück ohne viel Einsatz erzielt. Das Schweigegebot sei oft an die Zeit vor der ersten Niederkunft gebunden (Das Schlangenkind, Johann Georg von Hahns Griechische und albanesische Märchen 1864, Teil 2, Nr. 100).
3 Philenio macht drei Frauen hintereinander beim Tanz den Verliebten. Sie merken es und verabreden, ihn zu foppen. Emerentiana lädt ihn zu sich, er muss sich vor ihrem Mann unterm Bett verstecken, wo Dornen liegen. Bei Panthemia fällt er durch den Boden in ein Magazin. Sinforosia betäubt ihn mit Opium und legt ihn draußen hin. Immer schleppt er sich nur im Hemd heim. Dafür sperrt er die drei bei einem Fest ein, nimmt ihnen die Kleider und zeigt sie so, nur die Gesichter verdeckt ihren Männern. Grade noch kommen sie unerkannt heim.
4 Die Frau des kinderlosen Markgrafen Lamberico wird im Garten von einer Schlange schwanger. Biancabella wird mit einer Schlange um den Hals geboren und hat eine Goldkette um. Sie trifft heimlich ihre Schwester, die Schlange Samaritana, die sie in Milch und Rosenwasser badet, worauf Biancabella so schön wird, Perlen und Edelsteine fallen ihr aus den Haaren, Blumen wachsen ihr aus den Händen. Sie soll aber stets ihre Anweisungen beachten. Sie wird an Ferrandino, den König von Neapel verheiratet. Als er im Krieg ist, lässt seine Stiefmutter Biancabella töten und schiebt ihm ihre hässliche Tochter als Biancabella unter mit der Begründung, sie habe tot geboren und sei krank. Doch die Diener töten Biancabella nicht, sondern lassen sie blind und verstümmelt im Wald. Eine Einsiedlersfamilie pflegt sie und erstaunt über die Perlen und Edelsteine aus ihrem Haar. Doch vergeblich sucht sie Samaritana. Schließlich will sie sich ertränken, da zeigt sich Samaritana und heilt ihr Augen und Hände, da Biancabella bereut, dass sie ohne ihren Befehl heiratete. Sie gehen nach Neapel. Die Stiefmutter wird verbrannt.
5 Lucaferro streitet mit seinem Bruder Emilliano, weil der ihn stehen lässt, um mit seinem Viehhirt Travaglino zu reden. Emilliano entgegnet, dass Travaglino so ehrlich ist und nie lügen würde. Darauf verwetten sie ihre Landgüter. Lucaferros Frau Isotta verkleidet sich, verführt Travaglino und verlangt von ihm den Kopf des Stiers, den Emilliano so liebt, dass er seine Hörner vergolden ließ. Sie warten, wie Travaglino sich herausredet. Doch er bleibt ehrlich.
6 König Ricardo von Theben teilt sein Reich als Mitgift für drei Töchter auf. Seine Frau bekommt noch eine, Constanza. Sie ist schön, lernt neben Stricken und Musik auch Reiten und Kämpfen, kann aber nun nicht standesgemäß heiraten und soll den Sohn des Markgrafen von Vivien nehmen. Sie reitet fort und tritt als Mann namens Constanzo in den Dienst von König Cacco von Bettinien, dessen Frau ihn begehrt und zurückgewiesen, verderben will. Sie flüstert ihm, Constanzo solle ihm doch einen der Satyren fangen, die das Land schädigen. Constanzo lässt Weißwein im Wald aufstellen und bindet einen trunkenen Satyr auf sein Pferd. Der lacht unterwegs beim Anblick einer Beerdigung, einer Hinrichtung und bei Ankunft im Schloss, ist sonst aber stumm. Constanzo soll ihn zum Reden bringen. Er gibt ihm zu essen und fragt, warum er lachte. So hört der König vom Satyr: Der Pfarrer auf der Beerdigung war der Vater des toten Kindes, der Gehenkte war kein solcher Schurke wie die Zuschauer, Constanzo ist Constanza und viele Mädchen der Königin junge Burschen. Der König richtet seine Frau und heiratet Constanza.
Vgl. Basiles Die drei Kronen, Der Knoblauchwald, Grimms De wilde Mann.
7 Der reiche Erminione heiratet eine junge Frau und sperrt sie eifersüchtig in den Turm. Der Student Ippolito, der schon früher um sie warb, lässt zwei gleiche Truhen machen, eine mit Wertsachen, die er Erminione zur Verwahrung aufträgt, und lässt sich selbst in der zweiten versteckt in sein Haus tragen. Als Erminione von einer Reise zurück ist, bemerkt er über dem Bett Speichelspuren, die nicht seine sind. Er verklagt seine Frau des Ehebruchs. Ippolito verkleidet sich als Irrer, der ihr beim Tribunal einen Kuss gibt. So kann sie wahrheitsgemäß schwören, keiner habe sie berührt außer ihr Mann und dieser Narr da.
8 Als König Ancilotto und sein Jagdgefolge vorbeireiten, will Brunora den Haushofmeister heiraten, ihre Schwester Lionella den Geheimkämmerer, die Jüngste, Chiaretta gar den König selbst, und ihm drei Kinder gebären mit goldenem Haar, einer Kette um den Hals und einem Stern auf der Stirn. So geschieht es. Wie aber Chiaretta die Kinder bekommt, setzen die böse Schwiegermutter und die neidischen Schwestern sie im Fluss aus, wo Müllersleute sie aufnehmen. Dem König sagen sie, Chiaretta habe drei Hunde geboren. Sie muss in der Abfallgrube leben. Die Geschwister wachsen auf, verlassen den Müller und kommen in die Stadt, wo der König sie sieht. Er erzählt es seiner Mutter. Die Hebamme redet dem Mädchen ein, es müsse von dem tanzenden Wasser, dem singenden Apfel und schließlich noch den grünen Vogel haben. Die Brüder überstehen die Lebensgefahr zur Erringung dieser Wundergaben und kommen damit vor den König. Der grüne Vogel eröffnet die Wahrheit. Die Übeltäterinnen werden verbrannt.
Vgl. Grimms De drei Vügelkens.
9 Nerino, Königssohn von Portugal, sagt als Student in Padua dem Arzt Raimondo, keine Frau sei schön als seine Mutter. Der zeigt ihm seine Frau Genobbia, sagt aber nicht, wer sie ist. Nerino verliebt sich, besucht sie, wird von ihr vor Raimondo versteckt, was Nerino ihm nichtsahnend erzählt. Raimondo brennt gar sein Haus ab im Versuch, ihn zu ertappen. Dann soll Nerino die Geschichte betrunken vor Gästen erzählen. Genobbia lässt ihm den Ring, den er ihr schenkte, zur Warnung in den Kelch legen. Er nimmt sie nach Portugal. Raimondo stirbt vor Gram.
10 Flamminio Veraldo wandert weit, um den Tod zu ergründen. Ein Schuster, ein Schneider, ein Einsiedler und ein Wildtier können ihm nichts dazu sagen und schicken ihn weg. Dann fragt er in einer Stadt eine alte Heilerin. Sie haut ihm den Kopf ab und setzt ihn verkehrt herum wieder auf. Da packt ihn Entsetzen. Endlich macht sie es rückgängig. Fortan sucht er nicht mehr den Tod.
Vgl. Grimms Märchen von einem, der auszog das Fürchten zu lernen.
11 Guerrino, der Sohn König Filippo Marias von Sizilien, klaut seiner Mutter den Schlüssel unterm Kopfkissen, befreit den Waldmensch, den sein Vater im Käfig hielt, und flieht mit zwei Dienern. Die wollen ihn verderben, lassen dem König von Irlanda ausrichten, Guerrino könne das Land von dem wilden Hengst und der wilden Stute befreien, die es verwüsten. Der Waldmensch, der eine kranke Fee zum Lachen gebracht, dadurch geheilt hat und von ihr dafür mit der Gestalt eines Jünglings begabt worden ist, leiht Guerrino sein Pferd, das die Untiere besiegt. Dafür lässt der König Guerrino aus seinen zwei Töchtern die richtige wählen oder sterben. Eine Hornisse, die er aus einem Honigtopf befreite, zeigt sie ihm. Sie heiraten.
Vgl. Grimms Der Eisenhans.
12 Damit Bertoldo, der alte Vater nicht von seinem bisschen Land verkaufen muss, zieht Zambone fort, nachdem seine zwei jüngeren Brüder, die ebenso bucklig sind wie er, nicht wollen. Nirgends kann man ihn brauchen, in Venedig wirft ihn der Meister hinaus. In Rom führt er einen gutgehenden Tuchladen, heiratet gar des Inhabers Witwe, die er allerdings verhaut, wenn sie etwas will. Er gebietet ihr streng, ja nicht seine zwei Brüder aufzunehmen. Sie versteckt sie in ein Loch in der Küche, wo man sonst Schweine abbrüht. Sie sterben. Sie lässt den Bestatter einen in den Tiber werfen und legt ihm dann den zweiten, gleich aussehenden hin. Als der Bestatter auf dem Rückweg noch Zambone begegnet, der auch so aussieht, wird er böse und erschlägt ihn.
13 Marsilio Vercellese liebt die arme, aber listige Bäuerin Thia, offenbart sich ihr endlich und verbringt die Nacht mit ihr. Morgens kommt ihr einfältiger Mann ganz verfroren aus der Mühle. Sie macht ihm eine Beschwörung, die den Bussard von den Küken abhalten soll, wobei sie ihm ein Tuch aufs Gesicht legt, damit Marsilio verschwinden kann.
14 Kaufmannsfrau Modesta lässt sich von jedem Liebhaber ein Paar Schuhe schenken. Sie füllen schon das ganze Magazin, als ihr Mann es sieht. Sie erklärt schlau, sie verstehe sich eben auch auf Handel. Als sie alt ist, verschenkt sie die Schuhe an wer immer mit ihr schläft.
15 Arthilao verreist und betraut seinen Gevatter und Busenfreund Liberale mit seinem Haus samt der Frau. Liberale merkt, dass sie schwanger ist und erklärt ihr, ihre Schmerzen kämen, weil ihr Mann das Kind nicht fertig gezeugt habe. Sie glaubt es und schläft mit ihm. Dafür betäubt Arthilao Liberales Frau mit Opium, klaut ihr den Schmuck, lässt sie erst suchen und fischt ihn ihr aus dem Schoß. Fortan genießen die Freunde ihre Frauen gemeinsam.
16 Drei Nonnen wetteifern um die Nachfolge der Äbtissin. Nachdem jede Gründe für ihre Eignung vorbringt und gleich viele Stimmen erhält, trägt der Abt ihnen auf, sich durch eine besondere Tat auszuzeichnen. Die eine pisst durch ein Nadelöhr, die zweite furzt Reiskörner von einem Spielwürfel, die dritte fängt einen Pfirsichkern mit dem Hintern auf und zerdrückt ihn.
17 Malgherita liebt den Einsiedler Theodoro und schwimmt immer zu ihm, wenn er nachts ein Licht in sein Fenster stellt. Fischer verraten das unschickliche Verhältnis ihren Brüdern. Einer beschäftigt Theodoro mit einem Besuch, die anderen locken Malgherita mit einem Licht auf einem Boot in die Irre und sie ertrinkt.
Zwischen Ragusa und Isola di mezzo soll die Klippe mit des Einsiedlers Kirche liegen.
18 Hermacora und Andolfo leben als Brüder einträchtig in Gütergemeinschaft, auch als Andolfo heiratet und Kinder bekommt. Dann will Andolfo die Teilung des Vermögens. Hermacora sieht, dass er ihn nicht umstimmen kann, verlangt also nur von ihm, die Teilung selbst vorzunehmen und gibt sich immer unzufrieden mit seinem Anteil. Schließlich erklärt er, es fehle sein Anteil an Frau und Kindern. Andolfo erkennt seine Liebe und bittet um Verzeihung.
19 Der angesehene Tiberio Palavicino wird Priester, verliebt sich in die Beichttochter und verfolgt sie. Sie lässt ihn auf Rat ihres Mannes, des Bildhauermeisters (Bildhauers?) Chechino ins Haus, sich im Bett ausziehen und, als ihr Mann kommt, sich als eins der Kruzifixe tarnen, die dieser fertigt. So steht Tiberio die ganze Nacht und muss zuschauen. Morgens kommen zwei junge Nonnen das Kruzifix abholen. Sie bewundern die lebensechte Darstellung, nur der Penis muss weg. Tiberio flieht und lässt sich nie mehr blicken.
20 Der alte Anastasio wirbt vergeblich um eine Verheiratete. Als er abends ihren Liebhaber zu ihr gehen sieht, verlangt er Einlass, bestürmt sie mit Geschenken und droht schließlich, sie zu verraten. Auf Rat ihres Liebhabers erzählt sie ihrem Mann, Anastasio habe sie als Hure beschimpft, die sich mit allen möglichen Männern einließe. So schenkt er Anastasios Geschichte kein Gehör.
21 Weil ein Chiromant ihm weissagt, seine Frau werde ihn betrügen, sperrt König Galafro von Spanien sie in einen Turm. Galeotto von Kastilien kommt als Kaufmann, verspricht den Wachen Trinkgeld und schenkt ihr großzügig das schönste Kleid, damit sie mit ihm schläft. Dann fordert er es zurück. Man lässt ihn gehen, aus Furcht vor dem König, der heimkehrt und lachend wiederholt, wie jener rief: „Ich weiß es, doch ich will’s nicht sagen!“ Die Frau gesteht, er verzeiht und lässt sie frei, sie leben froh.
22 Rodolino, Sohn König Ludwigs von Ungarn, gelobt Schneiderstochter Violante seine Liebe. Der Vater merkt es und schickt ihn zum Onkel nach Österreich. Rodolino stimmt zu und bittet Violante, zu warten. Er kehrt wieder, als sie schon verheiratet ist, versteckt sich im Schlafzimmer, wo sie mit ihrem Mann liegt, berührt sie und wird erschrocken abgewiesen, küsst sie und stirbt an gebrochenen Herzen. Der König lässt ihn in der Kathedrale aufbahren und von allen Frauen der Stadt küssen. Violante wirft sich auf den Toten, stirbt auch und wird mit ihm begraben.
23 Francesco Sforza, Sohn des Herzogs Lodovico Moros von Mailand verirrt sich bei der Hirschjagd zu einem Greis mit dessen junger Schwiegertochter und Enkelin. Deren Mann, Malacarne, will ihn mit drei Freunden zusammen ermorden, was das Kind verrät. Francesco verbarrikadiert sich im Haus, erschießt zwei der Angreifer, seine Jagdgenossen kommen dazu. Die Mörder werden gerichtet, das Kind belohnt.
24 Pfarrer Papiro tut recht gelehrt, aber weiß nichts. Als der Bischof verfügt, zum Fest „cum cappis et coctis“ zu kommen, bringt er ihm gebratene Kapaunen. Der bedankt sich mit „mille gratis“, Papiro versteht tausend Bund Holz. Der Bauer Gianotto bittet Papiro, seinen Sohn Pirino, der in Padua studiert, vor den Verwandten zu examinieren / zu prüfen. Papiro tut recht gelehrt und legt Pirino mit erfundenen lateinischen Wörtern für Priester, Bett, Tisch, Katze, Feuer, Wasser und Reichtümer herein. Pirino muss Schweine hüten. Einmal zündet er einer Katze den Schwanz an, dass sie in Papiros Haus unters Bett rennt und alles abbrennt.
25 Florentiner streiten mit Bergamasken, wer klüger ist, und schicken (ihnen) ihre Gelehrten zum Redestreit. Die Bergamasken legen sie herein, indem sie Studierte als Bauern verkleiden, die sie schon unterwegs auf Latein in gelehrte Dispute verwickeln. Die Florentiner kehren um.
26 Veronica klagt einer Bettlerin die Untreue ihres Mannes. Diese lässt sie ihre beste Halskette in einem Tuch unter sein Kissen legen, sich dann im Keller nackt vor ein Weinfass stellen und es mit der Hand zu halten. Derweil füllt die Diebin steinige Erde in das Tuch und flieht mit der Kette. Veronica bittet einen Ritter, dessen Liebe sie stets abwies. Er holt das Schmuckstück zurück.
27 Ein Esel entläuft dem grausamen Müller und ersteigt einen Berg. Dort stellt sich ihm ein Löwe vor. Der Esel behauptet, er heiße Löwenklau, prahlt mit seinem Packsattel und einer Balliste, die er unterm Schwanz habe, und lässt ein paar Fürze. Der Löwe ist beeindruckt, will aber drei Kraftproben. Der Esel versagt beim Springen über den Graben und beim Durchqueren des Flusses. Als der Löwe ihn rettet, schimpft er, dieser habe ihn im Vergnügen gestört. Während der Löwe jagen geht, frisst der Esel so viel Hirse, dass ihm eine Krähe in den After kriecht. Die schenkt er dem Löwen und behauptet, das Wild mit dem Hintern zu fangen. Der Wolf klärt den Löwen über die Feigheit der Esel auf. Doch der Löwe will dem Esel aus Angst nur zu zweit, mit verbundenen Schwänzen, wieder gegenübertreten. Als sie sich so dem Esel nähern, ergreift der Löwe vor Schreck die Flucht, sticht sich dabei ein Auge aus und schleift den Wolf zu Tode. Der Esel bleibt als Sieger über Wolf und Löwe auf dem Berg.
28 Cesarino di Berni zähmt einen Löwen, einen Bär und einen Wolf. Er geht heimlich mit ihnen jagen. Als der Nachbar es erfährt, geht er fort. Ein Einsiedler erzählt ihm vom Drachen, dem täglich ein Mensch, heute die Königstochter geopfert wird. Mithilfe der Tiere tötet er den Drachen, dessen Zunge er behält. Ein Bauer nimmt den Drachenkopf, behauptet, er habe die Prinzessin gerettet und soll sie heiraten. Der Einsiedler offenbart dem König die Wahrheit, was der Held mit der Zunge beweist. Seine Mutter und Schwestern neiden ihm sein Glück, stecken (ihm) eine vergiftete Knochenspitze ins Ehebett, doch die Tiere beleben ihn mit Bärenfett wieder.
29 Der reiche Andrigetto da Sabbia wuchert mit Korn, um armen Bauern ihr Land abzunehmen. Er nötigt den Notar, die unrechten Verträge aufzusetzen und besticht den Pfarrer um Absolution. Als er stirbt, lässt er seine Seele der Hölle verschreiben, die der beiden gleich mit. Seine untreue Frau soll nachkommen, den Söhnen ihr Erbe bald verloren gehen.
30 Der Mönch Don Pomporio ist ein unmäßiger Esser. Die anderen Mönche tadeln ihn dafür und verklagen ihn beim Abt. Er gibt dem Abt, in Anspielung auf dessen weit üppigere Kost, ein Gleichnis vom Tragkorb, den jeder nur auf dem Rücken des anderen sehe. Den Mitbrüdern erzählt er eine Fabel von der Scham, die bei Wind und Wasser Zuflucht suchte, es gab ein Gewitter und seither sei gar keine Scham mehr auf der Welt.

## Werkausgaben
- Ergötzliche Nächte. Übers. Adelbert von Keller, Ill. Franz Stassen. Wigand, Leipzig, o. J. (ca. 1910).
- Die Novellen und Mären der Ergötzlichen Nächte. 2 Bände. Übers. Hanns Floerke, Georg Müller-Verlag, 1920.
- Ergötzliche Nächte. Hermann Meister Verlag. Heidelberg 1950. (Die kleinen Meisterbücher. 108)
- Ergötzliche Nächte. Achtzehn dreiste Geschichten. Desch, München 1968.
- Die ergötzlichen Nächte des Giovan Francesco Straparola. Hrsg. Werner Heilmann, Übers. Alfred Semerau. 3. Auflage. Heyne, München 1982, (Exquisit-Bücher. 197). ISBN 3-453-50166-7
- Die ungetreue Polissena : ergötzliche und tolldreiste Novellen aus dem alten Italien. Nach den Übers. von Keller u. Floerke, Bearb. u. Hrsg. Gerda Böttcher. Ill. Inge Jastram. Eulenspiegel-Verlag, Berlin, 1989, ISBN 978-3-359-00350-2. (Auch als Hörbuch: DAISY, Sprecher: Katarina Regehr)

## Adaptionen in den Medien
- Le Piacevoli notti. Italien, 1966. (Dt. Ergötzliche Nächte, engl. Pleasant Nights) Regie: Armando Crispino, Luciano Lucignani, Darsteller: Vittorio Gassman, Gina Lollobrigida, Ugo Tognazzi, Adolfo Celi, Eros Pagni, Gigi Proietti, Carmen Scarpitta, Maria Grazia Buccella, Hélène Chanel, Luigi Vannucchi, Magda Konopka, Omero Antonutti, u. a.